# Oberdorf (Haut-Rhin)
Oberdorf ist eine ehemalige französische Gemeinde mit 549 Einwohnern (Stand: 1. Januar 2020) im Département Haut-Rhin in der Region Grand Est. Sie gehörte zum Arrondissement Altkirch. Die Bewohner werden Oberdorfois und Oberdorfoises genannt.
Der Erlass vom 17. Dezember 2015 legte mit Wirkung zum 1. Januar 2016 die Eingliederung von Oberdorf als Commune déléguée zusammen mit den früheren Gemeinden Grentzingen und Henflingen zur neuen Commune nouvelle Illtal fest.

## Geografie
Oberdorf liegt im Sundgau im Süden des Départements, etwa 12 Kilometer nördlich der Schweizer Grenze, etwa acht Kilometer südöstlich von Altkirch und etwa 21 Kilometer südsüdwestlich von Mülhausen entfernt. Die Ill, ein Nebenfluss des Rheins, durchquert das Ortsgebiet von Südost nach Nordwest.
Umgeben wird Oberdorf von den Nachbargemeinden und einer Commune déléguée:
| Grentzingen (Commune déléguée) | Willer                                      |             |
|                                | Kompassrose, die auf Nachbargemeinden zeigt | Steinsoultz |
| Riespach                       | Waldighofen                                 |             |

## Geschichte
Im Mittelalter existierte neben Oberdorf ein 1420 urkundlich erwähntes, oberhalb Grentzingen gelegenes, im 15. Jahrhundert abgegangenes Nyderdorff. Bis 1324 gehörte der Ort zur Grafschaft Pfirt, kam dann an Habsburg und 1648 an die französische Krone. Vom 14. bis zum 18. Jahrhundert hatte die Schweizer Adelsfamilie von Eptingen die Ortsherrschaft inne.  1871 bis 1918 gehörte Oberdorf zum Reichsland Elsass-Lothringen.

## Bevölkerungsentwicklung
| Oberdorf: Einwohnerzahlen von 1793 bis 2020                                                                                | Oberdorf: Einwohnerzahlen von 1793 bis 2020 | Oberdorf: Einwohnerzahlen von 1793 bis 2020 | Oberdorf: Einwohnerzahlen von 1793 bis 2020 | Oberdorf: Einwohnerzahlen von 1793 bis 2020 |
| --- | ------------------------------------------- | ------------------------------------------- | ------------------------------------------- | ------------------------------------------- |
| Jahr |                                             |                                             |                                             | Einwohner                                   |
| 1793 | 1793                                        |                                             | 435                                         | 435                                         |
| 1800 | 1800                                        |                                             | 406                                         | 406                                         |
| 1806 | 1806                                        |                                             | 494                                         | 494                                         |
| 1821 | 1821                                        |                                             | 544                                         | 544                                         |
| 1831 | 1831                                        |                                             | 613                                         | 613                                         |
| 1836 | 1836                                        |                                             | 612                                         | 612                                         |
| 1841 | 1841                                        |                                             | 589                                         | 589                                         |
| 1846 | 1846                                        |                                             | 657                                         | 657                                         |
| 1851 | 1851                                        |                                             | 504                                         | 504                                         |
| 1856 | 1856                                        |                                             | 473                                         | 473                                         |
| 1861 | 1861                                        |                                             | 505                                         | 505                                         |
| 1866 | 1866                                        |                                             | 488                                         | 488                                         |
| 1872 | 1872                                        |                                             | 544                                         | 544                                         |
| 1876 | 1876                                        |                                             | 530                                         | 530                                         |
| 1881 | 1881                                        |                                             | 513                                         | 513                                         |
| 1886 | 1886                                        |                                             | 477                                         | 477                                         |
| 1891 | 1891                                        |                                             | 511                                         | 511                                         |
| 1896 | 1896                                        |                                             | 517                                         | 517                                         |
| 1901 | 1901                                        |                                             | 521                                         | 521                                         |
| 1906 | 1906                                        |                                             | 537                                         | 537                                         |
| 1911 | 1911                                        |                                             | 504                                         | 504                                         |
| 1921 | 1921                                        |                                             | 488                                         | 488                                         |
| 1926 | 1926                                        |                                             | 504                                         | 504                                         |
| 1931 | 1931                                        |                                             | 468                                         | 468                                         |
| 1936 | 1936                                        |                                             | 462                                         | 462                                         |
| 1946 | 1946                                        |                                             | 472                                         | 472                                         |
| 1954 | 1954                                        |                                             | 438                                         | 438                                         |
| 1962 | 1962                                        |                                             | 427                                         | 427                                         |
| 1968 | 1968                                        |                                             | 423                                         | 423                                         |
| 1975 | 1975                                        |                                             | 449                                         | 449                                         |
| 1982 | 1982                                        |                                             | 457                                         | 457                                         |
| 1990 | 1990                                        |                                             | 513                                         | 513                                         |
| 1999 | 1999                                        |                                             | 568                                         | 568                                         |
| 2006 | 2006                                        |                                             | 556                                         | 556                                         |
| 2013 | 2013                                        |                                             | 596                                         | 596                                         |
| 2020 | 2020                                        |                                             | 549                                         | 549                                         |
| Quelle(n): EHESS/Cassini bis 1999, INSEE ab 2006 Anmerkung(en): Ab 1962 offizielle Zahlen ohne Einwohner mit Zweitwohnsitz |                                             |                                             |                                             |                                             |

## Sehenswertes
Zahlreiche gut erhaltene Fachwerkbauten zumeist aus dem 18. und 19. Jahrhundert. Die meisten in Stockwerkbauweise, in der altertümlicheren Ständerbauweise ein Haus an der Rue des Vergers.